# アレカイジン
アレカイジン（英語: arecaidine）は、ビンロウジ（アレカナッツ）に含まれる生理活性アルカロイドである。競合的GABA再取り込み阻害薬である。石灰はアレコリンを加水分解してアレカイジンにするとされる。